# Pseudosynanceia melanostigma
Pseudosynanceia melanostigma är en fiskart som beskrevs av Day, 1875. Pseudosynanceia melanostigma ingår i släktet Pseudosynanceia och familjen Synanceiidae. Inga underarter finns listade i Catalogue of Life.